# 格倫伍德鎮區 (密蘇里州斯凱勒縣)
格倫伍德鎮區（英語：Glenwood Township）是位於美國密蘇里州斯凱勒縣的一個行政鎮區。

## 地方資料
格倫伍德鎮區的面積為80.37平方千米，當中陸地面積為80.24平方千米，而水域面積為0.12平方千米。根據2020年美國人口普查的數據，當地共有人口314人，而人口密度為每平方千米3.91人。